# خريزة أوروبية
الخريزة الأوروبية أو الأشنان الأوروبي أو إشنان القلي أو أبو قابس أو خُرَيْس (الاسم العلمي: Salicornia europaea) هو نبات حولي أمرط مُنتصب خالٍ من الأوراق من الفصيلة القطيفية يعلو حتى 40 سم. ساقه فردية، لحمية، مأكولة وهي فتية أزهاره غير بارزة تمامًا، مُثلثة، شبه متساوية، في جَثْوات جانبية الارتكاز.
يزهر من آب إلى تشرين الثاني. نبات هامّ لاستثمار الأتربة والأوحال المالحة. انتشاره الجغرافي في بلاد الشام والمغرب العربي ومصر وجنوب آسيا وأوروبا.

## المركبات
فيتامين ب1، يود، بروم. نبات مُضاد لداء الحفر، مُنظم الغدد الصماء. يفيد حالات فقر الدم والاضطرابات الغددية. كان يُستعمل بدل الصابون، يُحرق ويُرمد ويُستخرج منه ملح القلى.